# John Richard Bond
John Richard 'Dick' Bond (Toronto, 1950) é um astrofísico e cosmólogo canadense.
Após estudar matemática e física na Universidade de Toronto e no Instituto de Tecnologia da Califórnia (Caltech), obteve o doutorado em física teórica no Caltech, orientado por William Alfred Fowler. É desde 1995 professor do Canadian Institute for Theoretical Astrophysics e da Universidade de Toronto.
Trabalha principalmente com modelagem teórica de anisotropias da radiação cósmica de fundo em micro-ondas. A comparação de tais modelos com as medições detalhadas desta anisotropia que vem sendo feitas desde a década de 1990 é uma das fundamentações da atual cosmologia e do entendimento do desenvolvimento da galáxia.
Foi eleito em 2001 membro da Royal Society.

## Condecorações
- 2002 Prêmio Dannie Heineman de Astrofísica
- 2005 Oficial da Ordem do Canadá
- 2006 Medalha de Ouro Gerhard Herzberg
- 2008 Prêmio Gruber de Cosmologia
- 2009 Medalha Henry Marshall Tory